# Meltdown (Pitbull)
Meltdown è il terzo EP del rapper statunitense Pitbull, pubblicato il 22 novembre 2013.

## Successo commerciale
L'EP ha debuttato 95° sulla Billboard 200, con vendite pari a 10 000 copie nella prima settimana negli Stati Uniti.

## Tracce
Standard edition
1. Timber (feat. Kesha) – 3:24
2. That High (feat. Kelly Rowland) – 3:14
3. Do It (feat. Mayer Hawthorne) – 3:40
4. Sun in California (feat. Mohombi and PLAYB4CK) – 3:00
5. All the Things (feat. Inna) – 3:25

## Classifiche
| Classifica (2013)        | Posizione massima |
| ------------------------ | ----------------- |
| US Billboard 200         | 95                |
| Billboard Top Rap Albums | 11                |
| Billboard Digital Albums | 9                 |